# Festuca durandoi
Festuca durandoi är en gräsart som beskrevs av Clauson. Festuca durandoi ingår i släktet svinglar, och familjen gräs. Inga underarter finns listade i Catalogue of Life.